# Revolução e Contrarrevolução na Alemanha
Revolução e Contra-Revolução na Alemanha é um livro escrito por Friedrich Engels, com contribuições de Karl Marx. Foi escrito como "uma série de artigos sobre a Alemanha de 1848 em diante". O projeto foi sugerido pela primeira vez a Karl Marx por Charles Dana em 1851. Dana era um dos editores do New York Daily Tribune. A série apareceu pela primeira vez no Tribune entre 25 de outubro de 1851 e 23 de outubro de 1852. E marcou o início de uma série de contribuições de Marx e Engels para o New York Tribune Daily ao longo de uma década.
Revolução e Contra-Revolução na Alemanha é um relato do que aconteceu na Prússia, Áustria e outros estados germânicos durante o ano de 1848, descrevendo o impacto das aspirações da classe média e da classe trabalhadora na ideia de unificação alemã. Os eventos na Áustria e na Prússia são discutidos, juntamente com o papel dos poloneses e tchecos e o pan-eslavismo, contra o qual Engels se posicionava.
No livro também é abordado o Julgamento de Comunistas em Colônia em que os réus foram absolvidos depois de algumas provas terem sido grosseiramente falsificadas. Há um apêndice sobre a Liga dos Comunistas que existia bem antes de Marx e Engels se juntarem a ela.